# 夜のカフェテラス

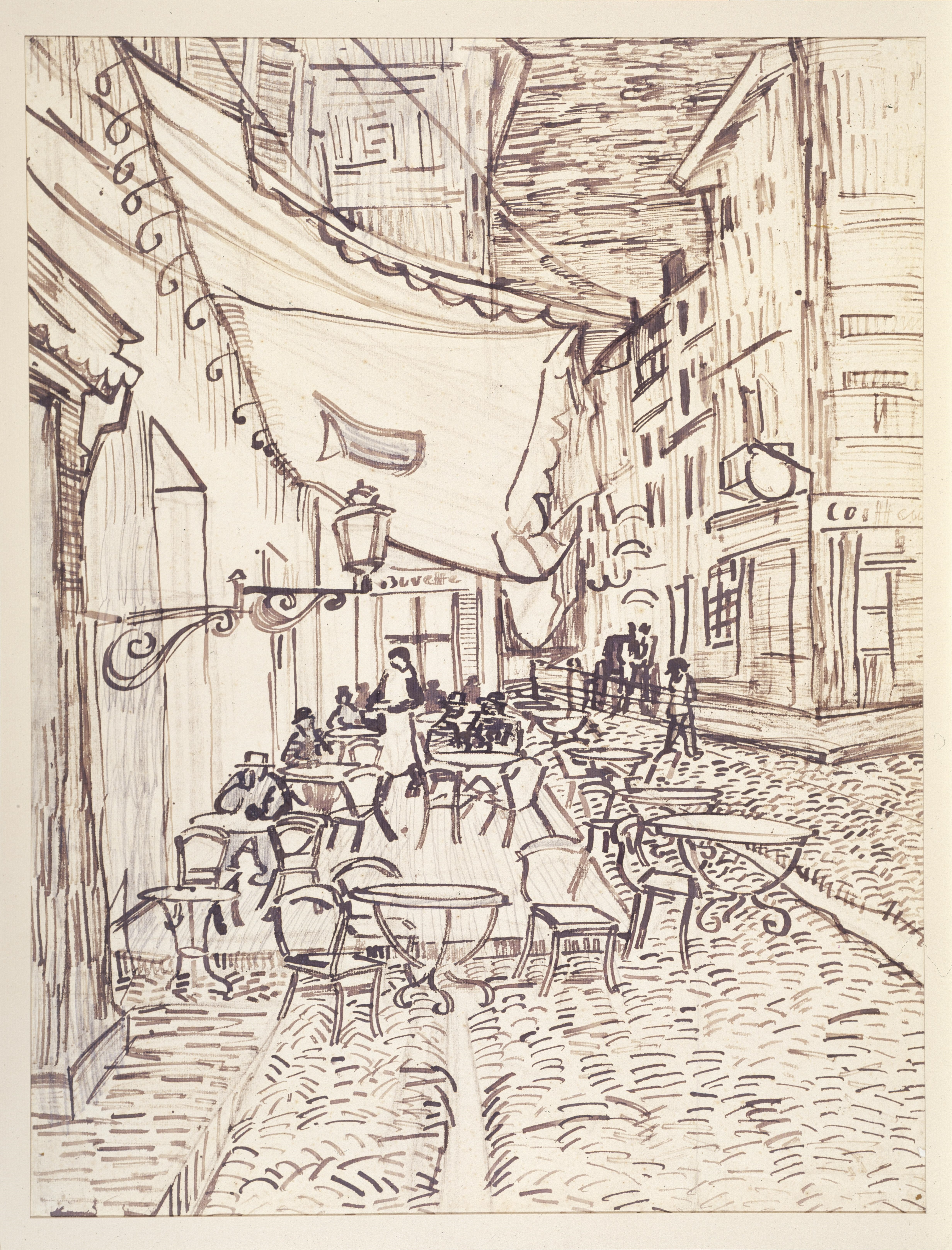
『夜のカフェテラス』のスケッチ、1888年、ダラス美術館蔵

『夜のカフェテラス』 （よるのカフェテラス、フランス語: Terrasse du café le soir）は、1888年9月にフィンセント・ファン・ゴッホによって描かれた絵画。油彩。クレラー・ミュラー美術館蔵。

## 概要
南フランス・アルルの星空の下、ガス灯で照らされ人でにぎわうカフェが描かれている。この絵でゴッホは初めて黒をあまり使わずに夜空を描いた。夜空に描かれている星座は「やぎ座とけんびきょう座の一部」とする説もあるが、みずがめ座という説もあり定かではない。いずれにせよ秋の星座である。
画題になったカフェはアルル中心部のフォーラム広場に面している「カフェ・ヴァン・ゴッホ」。1990年代初頭に絵に近付けるため黄色に塗り直されている。
2006年5月にシャープの液晶テレビ「AQUOS」のコマーシャルに使用されたほか、同年の映画『名探偵コナン 探偵たちの鎮魂歌』でも登場している。2010年にはSFドラマ『ドクター・フー』第5シリーズ「ゴッホとドクター」で『夜のカフェテラス』を再現したカフェテラスが登場しており、これはクロアチアのトロギルにセットを組んで撮影された。
美術研究家ジャレッド・バクスターは、『夜のカフェテラス』はレオナルド・ダ・ヴィンチの『最後の晩餐』を参照しているという説を唱えている。カフェには12人の客がおり、中央にはキリストのような髪の長い人物がおり、その背後には十字架にも見える窓枠がある。そしてテラスから去ろうとしている左の影の人物はユダともいわれる。ゴッホはオランダ改革派教会の牧師の息子で、父同様に聖職者の道を目指そうとしたが断念し、20代後半で画家を目指した。実際、ゴッホはこの作品を描いた頃、弟テオに「私は宗教が非常に必要だということを毎日感じる」という手紙を送っている。

## ギャラリー

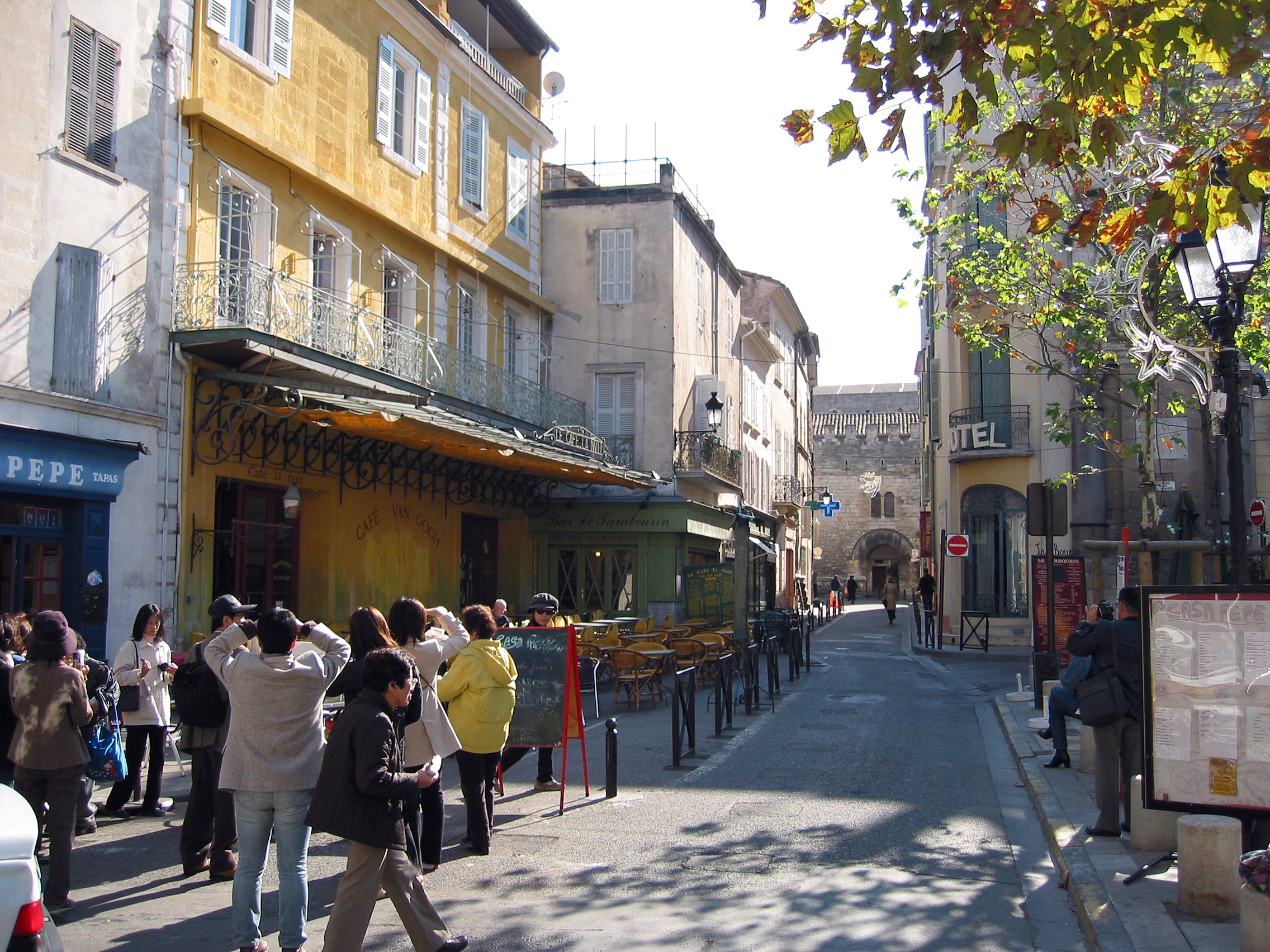
モデルとなったカフェテラス（2003年）
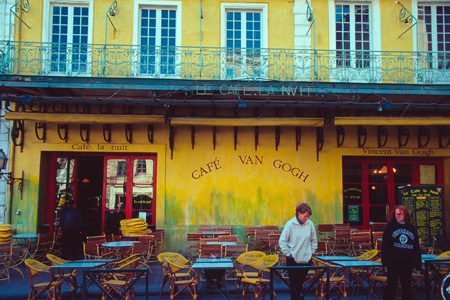
モデルとなったカフェテラス（2005年）